# Francesco Puccinotti

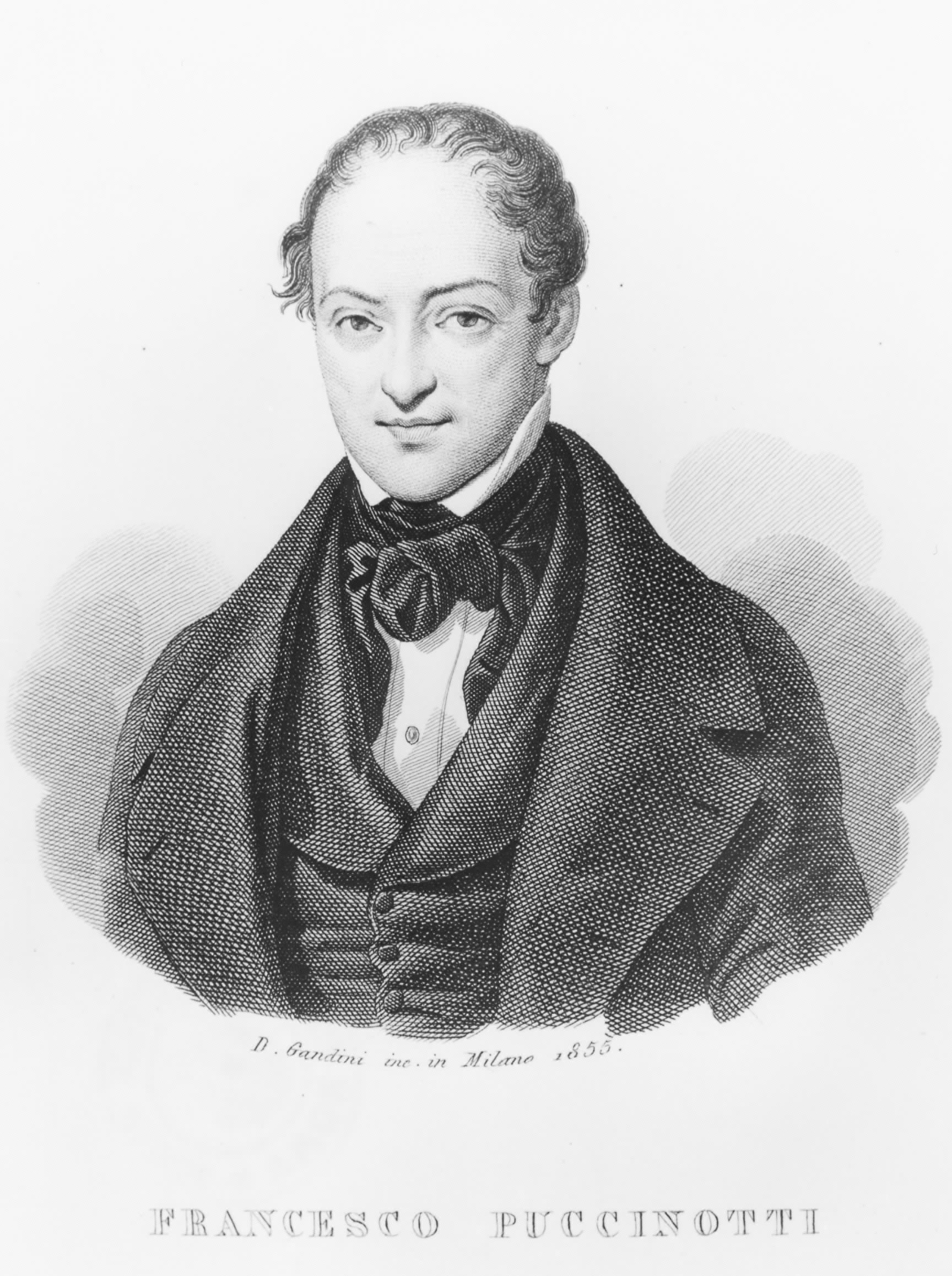
Porträt von Francesco Puccinotti

Francesco Puccinotti (* 8. August 1794 in Urbino; † 8. Oktober 1872 in Florenz) war ein italienischer Literat, Philosoph, Mediziner und Medizinhistoriker.

## Biografie
Nach dem Studium an der Scolopi wurde er 1811 in das Collegio militare von Pavia aufgenommen. Danach zog er nach Rom, wo er sich nach den Lehren des bekannten Klinikers Giuseppe De Matthaeis dem Medizinstudium widmete. Nach seinem Medizinstudium praktizierte er in Latium und studierte das Fleckfieber, das in dieser Gegend wütete. Für sein Studium erhielt er den Lehrstuhl für Anatomie und Physiologie in Urbino, unterrichtete anschließend bis 1831 Pathologie und Rechtsmedizin in Macerata, bis er nach der Teilnahme an der Bewegung der Legazioni aus der Stadt verbannt und an der Ausübung seines Berufs gehindert wurde. Dann zog er in die liberale Toskana, wo er 1838 den Lehrstuhl für Hygiene an der Universität Pisa erhielt. Hier vertiefte er sein Medizinstudium und wurde zum Protagonisten vieler kultureller und wissenschaftlicher Debatten an der örtlichen Universität (er war Sekretär der Sektion Medizin bei den Kongressen italienischer Wissenschaftler in Pisa und Florenz).
1843 nahm ihn Großherzog Leopold II. von der Toskana in eine Kommission auf, die die Möglichkeit der Einführung von Reisfeldern an der pisanischen Küste aus zivilmedizinischer Sicht untersuchen sollte. Seine Analysen stellte er in dem Aufsatz Über Reisfelder in Italien und deren Einführung in der Toskana im selben Jahr dar: Schlussfolgerungen, die die Grundlage für die Verordnung über den Anbau von Reis in der Toskana vom September 1849 bilden werden. In den letzten Jahren, die er in Pisa verbrachte, erhielt er den Lehrstuhl für die Geschichte der Medizin, den er auch nach seinem Umzug nach Florenz beibehielt. In diesen Jahren traf er seinen Schüler Pietro Siciliani, mit dem er eine ständige Freundschaft und Zusammenarbeit pflegte. Er starb im Oktober 1872 in Florenz und wurde wegen seiner Verdienste in der Basilika Santa Croce beigesetzt.
Puccinotti war Medizinhistoriker, aber es gibt noch andere Aspekte seiner komplexen Persönlichkeit: Er war Physiologe, Kliniker, Gerichtsmediziner, Schriftsteller (brüderliche Freundschaft mit Giacomo Leopardi), Philosoph, Soziologe und Politiker. Sein Leben fand in einer Zeit tiefgreifender ideologischer Spaltungen zwischen den napoleonischen Eroberungen und der Proklamation Roms als Hauptstadt statt. Der Verdienst, die Notwendigkeit eines medizinischen Schutzes der Arbeitnehmer unterstützt und die Zukunft der Medizin in ihrer hygienischen und sozialen Entwicklung aufgezeigt zu haben, sollte nicht übersehen werden.

## Schriften
- Storia delle febbri intermittenti perniciose. Rom 1822 (italienisch, google.at).
- Il Boezio ed altri scritti filosofici. Florenz 1864 (italienisch, google.at).
- Storia della medicina. Band I. Florenz 1850 (italienisch, google.at).
- Storia della medicna. Band II, 1. 1855.
- Storia della medicina. Band II, 2. Livorno 1859.